# Gerhard Dempf
Gerhard Dempf (ur. 24 stycznia 1979) – niemiecki judoka. Olimpijczyk z Aten 2004, gdzie odpadł w pierwszej rundzie w wadze średniej.
Uczestnik mistrzostw świata w 2003. Startował w Pucharze Świata w latach 2002–2005. Triumfator akademickich MŚ w 2004 roku.

## Letnie Igrzyska Olimpijskie 2004
| Konkurencja | Rundy eliminacyjne    | Klas. końcowa |
| Konkurencja | 1/32                  | Miejsce       |
| ----------- | --------------------- | ------------- |
| 90 kg       | Mark Huizinga (NED) P | I runda       |